# Mccrillisite
La mccrillisite è un minerale appartenente al gruppo della gainesite.